# Fimbristylis argentea
Fimbristylis argentea är en halvgräsart som först beskrevs av Christen Friis Rottbøll, och fick sitt nu gällande namn av Vahl. Fimbristylis argentea ingår i släktet Fimbristylis och familjen halvgräs. IUCN kategoriserar arten globalt som livskraftig. Inga underarter finns listade i Catalogue of Life.